# Składy drużyn olimpijskich w piłce siatkowej kobiet 1964
Artykuł grupuje składy wszystkich reprezentacji narodowych w piłce siatkowej, które wystąpiły w turnieju siatkówki kobiet na Letnich Igrzyskach Olimpijskich w 1964 roku w Tokio.

## Japonia
Trener: Hirofumi Daimatsu
| Numer | Imię i nazwisko   | Rok urodzenia |
| ----- | ----------------- | ------------- |
| 1     | Masae Kasai       | 1934          |
| 2     | Emiko Miyamoto    | 1937          |
| 3     | Kinuko Tanida     | 1939          |
| 4     | Yuriko Handa      | 1940          |
| 5     | Yoshiko Matsumura | 1941          |
| 6     | Sata Isobe        | 1944          |
| 7     | Katsumi Matsumura | 1944          |
| 8     | Yoko Shinozaki    | 1945          |
| 9     | Setsuko Sasaki    | 1944          |
| 10    | Yuko Fujimoto     | 1943          |
| 11    | Maseko Kondo      | 1941          |
| 12    | Ayano Shibuki     | 1941          |

## Korea Południowa
Trener: Dragan Constantinescu
| Numer | Imię i nazwisko | Rok urodzenia |
| ----- | --------------- | ------------- |
| 1     | Suh Choon-kang  |               |
| 2     | Moon Kyung-sook |               |
| 3     | Ryoo Choon-ja   |               |
| 4     | Kim Kil-ja      |               |
| 5     | Oh Soon-ok      |               |
| 6     | Chung Yung-uen  |               |
| 7     | Choi Don-hi     |               |
| 8     | Hong Nam-sun    |               |
| 9     | Oh Chung-ja     |               |
| 10    | Yoon Jung-sook  |               |
| 11    | Kwak Ryong-ja   |               |
| 12    | Lee Keun-soo    |               |

## Polska
Trener: Stanisław Poburka
| Numer | Imię i nazwisko       | Rok urodzenia |
| ----- | --------------------- | ------------- |
| 1     | Krystyna Czajkowska   | 1936          |
| 2     | Józefa Ledwig         | 1935          |
| 3     | Maria Golimowska      | 1932          |
| 4     | Jadwiga Rutkowska     | 1934          |
| 5     | Danuta Kordaczuk      | 1939          |
| 6     | Krystyna Jakubowska   | 1942          |
| 7     | Jadwiga Marko-Książek | 1939          |
| 8     | Maria Śliwka          | 1935          |
| 9     | Zofia Szcześniewska   | 1943          |
| 10    | Krystyna Krupa        | 1939          |
| 11    | Hanna Busz            | 1940          |
| 12    | Barbara Hermel        | 1943          |

## Rumunia
Trener: Dragan Constantinescu
| Numer | Imię i nazwisko      | Rok urodzenia |
| ----- | -------------------- | ------------- |
| 1     | Anna Mocanu          |               |
| 3     | Cornelia Lazeanu     |               |
| 4     | Natalia Todorovschi  |               |
| 5     | Doina Ivanescu       |               |
| 6     | Doina Rodica Popescu |               |
| 7     | Sonia Colceru        |               |
| 8     | Lia Vanea            |               |
| 9     | Alexandrina Chezan   |               |
| 10    | Beana Enculescu      |               |
| 11    | Elisabeta Golosie    |               |
| 12    | Marina Stanca        |               |

## Stany Zjednoczone
Trener: Doc Burroughs
| Numer | Imię i nazwisko        | Rok urodzenia |
| ----- | ---------------------- | ------------- |
| 1     | Jean Gaertner          |               |
| 2     | Gail Patricia O'Rourke |               |
| 3     | Linda Murphy           |               |
| 4     | Lou Sara Galloway      |               |
| 5     | Verneda Thomas         |               |
| 6     | Margaret Mary Perry    |               |
| 7     | Mary Jo Peppler        | 1944          |
| 8     | Nancy Owen             |               |
| 9     | Patricia Ann Bright    |               |
| 10    | Jane Ward              |               |
| 11    | Sharon Peterson        |               |
| 12    | Barbara Harweth        |               |

## Związek Radziecki
Trener: Oleg Czechow
| Numer | Imię i nazwisko     | Rok urodzenia |
| ----- | ------------------- | ------------- |
| 1     | Antonina Ryżowa     | 1934          |
| 2     | Astra Biltauere     | 1944          |
| 3     | Ninel Lukanina      | 1937          |
| 4     | Ludmiła Bułdakowa   | 1938          |
| 5     | Nelly Abramowa      | 1940          |
| 6     | Tamara Tichonina    | 1937          |
| 7     | Walentyna Kamieniok | 1943          |
| 8     | Inna Ryskal         | 1944          |
| 9     | Marita Katuszewa    | 1938          |
| 10    | Tatiana Roszina     | 1941          |
| 11    | Walentyna Miszak    | 1942          |
| 12    | Ludmiła Guriejewa   | 1943          |